# Ernst Kunwald
Ernst Kunwald, född 14 april 1868 i Wien, död där 12 december 1939, var en österrikisk dirigent.
Kunwald studerade juridik vid Wiens universitet och blev juris doktor 1891. Han inriktade sig därefter på musik och var lärjunge till bland Hermann Graedener i Wien och till Salomon Jadassohn vid Leipzigs musikkonservatorium. Han var körrepetitör i Leipzig 1893–95, teaterkapellmästare i Rostock 1895–97, i Sondershausen, Essen, Halle an der Saale och Madrid (1901/02), Frankfurt am Main (1901–05), Berlin (1905/06) och Nürnberg (1906/07).
Åren 1907–12 var Kunwald andredirigent vid Berlinfilharmonikerna och 1912–17 dirigent vid Cincinnati Symphony Orchestra i Ohio. På grund av sina sympatier för centralmakterna under första världskriget internerades han i USA och blev därefter utvisad. År 1920 blev han generalmusikdirektor i Königsberg och var 1928–32 dirigent för Konzerthausorchester i Berlin. Från 1933 var han bosatt i Wien.